# Josef Pacher
Josef Pacher (* 30. August 1919 in Leitmeritz, Tschechoslowakei; † 2007) war ein deutscher Forstwissenschaftler.
Der Forsthistoriker und emeritierte Professor an der Albert-Ludwigs-Universität Freiburg ist vor allem mit Untersuchungen zur forstlichen Bibliographie und Biographie hervorgetreten.

## Leben und Wirken
Josef Pacher, 1919 in Leitmeritz geboren, verbrachte seine Jugendjahre in Dresden. Nach dem Abitur 1938 folgten Arbeitsdienst und Kriegsdienst. Pacher nahm am Frankreichfeldzug und am Krieg gegen die Sowjetunion teil und geriet in Kriegsgefangenschaft. Nachdem er 1946 nach Dresden zurückgekehrt war, unterrichtete er zunächst zwei Jahre lang an einer Volksschule, bevor er 1948 ein Studium der Forstwissenschaften an der Fakultät für Forstwirtschaft Tharandt der Technischen Hochschule Dresden aufnehmen konnte, das er 1952 als Diplom-Forstwirt erfolgreich abschloss. Danach war er ab 1953 an der Deutschen Akademie der Landwirtschaftswissenschaften zu Berlin als wissenschaftlicher Mitarbeiter und Geschäftsführer der Sektion Forstwesen tätig. Mit der Entwicklung in der DDR unzufrieden, floh er mit seiner Familie 1961 – einen Tag vor dem Mauerbau – in den Westen. Dort musste er sich eine neue Existenz aufbauen.
Pacher kam als wissenschaftlicher Assistent im Institut für Forstgeschichte der Albert-Ludwigs-Universität Freiburg im Breisgau unter. Vom Institutsleiter Kurt Mantel gefördert, beschäftigte er sich intensiv mit der Forstgeschichte, die sein Lebensinhalt werden sollte. 1964 wurde Josef Pacher an der Naturwissenschaftlich-mathematischen Fakultät mit der Arbeit Untersuchungen der Zusammenhänge zwischen der Forstwirtschaft und den Veränderungen der Staatswirtschaft sowie der staatlichen Wirtschaftspolitik in der zweiten Hälfte des 18. Jahrhunderts in Deutschland zum Dr. rer. nat. promoviert. 1970 folgte die Habilitation, ebenfalls im Fach Forstgeschichte.
In den folgenden Jahren beschäftigte sich der Forsthistoriker vor allem mit Biographien bedeutender Forstwissenschaftler und legte zusammen mit Kurt Mantel 1977 unter dem Titel Forstliche Persönlichkeiten und ihre Schriften vom Mittelalter bis zum 19. Jahrhundert den ersten Band der Reihe Forstliche Biographie vom 14. Jahrhundert bis zur Gegenwart. Zugleich eine Einführung in die forstliche Literaturgeschichte vor.
Als das Institut für Forstgeschichte im Jahr 1976 aufgelöst und als Arbeitsbereich dem Institut für Forstpolitik und Raumordnung der Forstwissenschaftlichen Fakultät Freiburg angegliedert wurde, ernannte man Pacher zum Leiter dieses Arbeitsbereiches. Gleichzeitig erhielt er die Berufung zum Professor. 1983 wurde er emeritiert.
Josef Pacher, der mehr als 20 Jahre lang als forstlicher Hochschullehrer gewirkt hat, lebte nach der Emeritierung in Freiburg.

## Schriften (Auswahl)
- Untersuchungen der Zusammenhänge zwischen der Forstwirtschaft und den Veränderungen der Staatswirtschaft sowie der staatlichen Wirtschaftspolitik in der zweiten Hälfte des 18. Jahrhunderts in Deutschland, Dissertation, Freiburg im Breisgau 1964
- Forstliche Schriftsteller und ihre Werke in der zweiten Hälfte des 18. Jahrhunderts in Deutschland unter besonderer Berücksichtigung der biologisch-mathematisch-forsttechnischen Richtung gesehen im Lichte der wirtschaftspolitischen Entwicklung und ihrer Bedeutung für die Forstwissenschaft, Habilitationsschrift, Freiburg im Breisgau 1969
- zusammen mit Kurt Mantel: Forstliche Biographie vom 14. Jahrhundert bis zur Gegenwart. Zugleich eine Einführung in die forstliche Literaturgeschichte, Band 1: Forstliche Persönlichkeiten und ihre Schriften vom Mittelalter bis zum 19. Jahrhundert, Mitteilung des Instituts für Forstpolitik und Raumordnung der Universität Freiburg im Breisgau, Arbeitsbereich Forstgeschichte, Hannover 1976, ISBN 3-7944-0077-1
- als Mitverfasser: Biographie bedeutender Forstleute aus Baden-Württemberg, Schriftenreihe der Landesforstverwaltung Baden-Württemberg (Band 55), Stuttgart 1980